# Bulbophyllum exilipes
Bulbophyllum exilipes là một loài phong lan thuộc chi Bulbophyllum.